# Воля-Бжостецька
Воля-Бжостецька (пол. Wola Brzostecka) — село в Польщі, у гміні Бжостек Дембицького повіту Підкарпатського воєводства.
Населення — 535 осіб (2011).
У 1975-1998 роках село належало до Тарновського воєводства.

## Демографія
Демографічна структура станом на 31 березня 2011 року:
|          | Загалом | Допрацездатний вік | Працездатний вік | Постпрацездатний вік |
| -------- | ------- | ------------------ | ---------------- | -------------------- |
| Чоловіки | 264     | 66                 | 172              | 26                   |
| Жінки    | 271     | 71                 | 147              | 53                   |
| Разом    | 535     | 137                | 319              | 79                   |